# Agustín José Antuña Alonso
Agustín Antuña  (La Felguera, Asturias, 19 de marzo de 1927 - Gijón, Asturias, 10 de marzo de 2012) fue un abogado y político español de la Unión de Centro Democrático (UCD).

## Biografía
Agustín José Antuña Alonso era licenciado en Derecho por la Universidad de Oviedo, Premio Extraordinario Fin de Carrera.
Entre 1979 y 1983 fue cabeza de lista al Ayuntamiento de Gijón por la UCD siendo concejal y jefe de la oposición, cargo que compaginó con el de Presidente de la Diputación Provincial de Oviedo. Permanece en ese puesto hasta la aprobación del Estatuto de Autonomía el 6 de marzo de 1982, con el cual la Diputación se integra en la Administración Autonómica convirtiéndose en la Junta General del Principado de Asturias y Agustín Antuña se convierte en su primer presidente provisional, puesto que ocupa hasta el 14 de enero de 1983.
Más tarde desempeñó diversos cargos como el de decano del Colegio de Abogados de Gijón (1990-2000), consejero del Consejo General de la Abogacía, vicepresidente de la Cámara de la Propiedad Urbana de Gijón y desde 1980 patrono-fundador de la Fundación Príncipe de Asturias.
Se le ha concedido varias distinciones como la Gran Cruz de San Raimundo de Peñafort y la Insignia de Oro del Colegio de Abogados de Gijón. Es así mismo, miembro de honor de la Academia de Medicina del Principado y es miembro de número de la Academia de Jurisprudencia del Principado.
Fue presidente de la Fundación Foro Jovellanos del Principado de Asturias entre marzo de 1998 y el mismo mes de 2002.